# Oulu

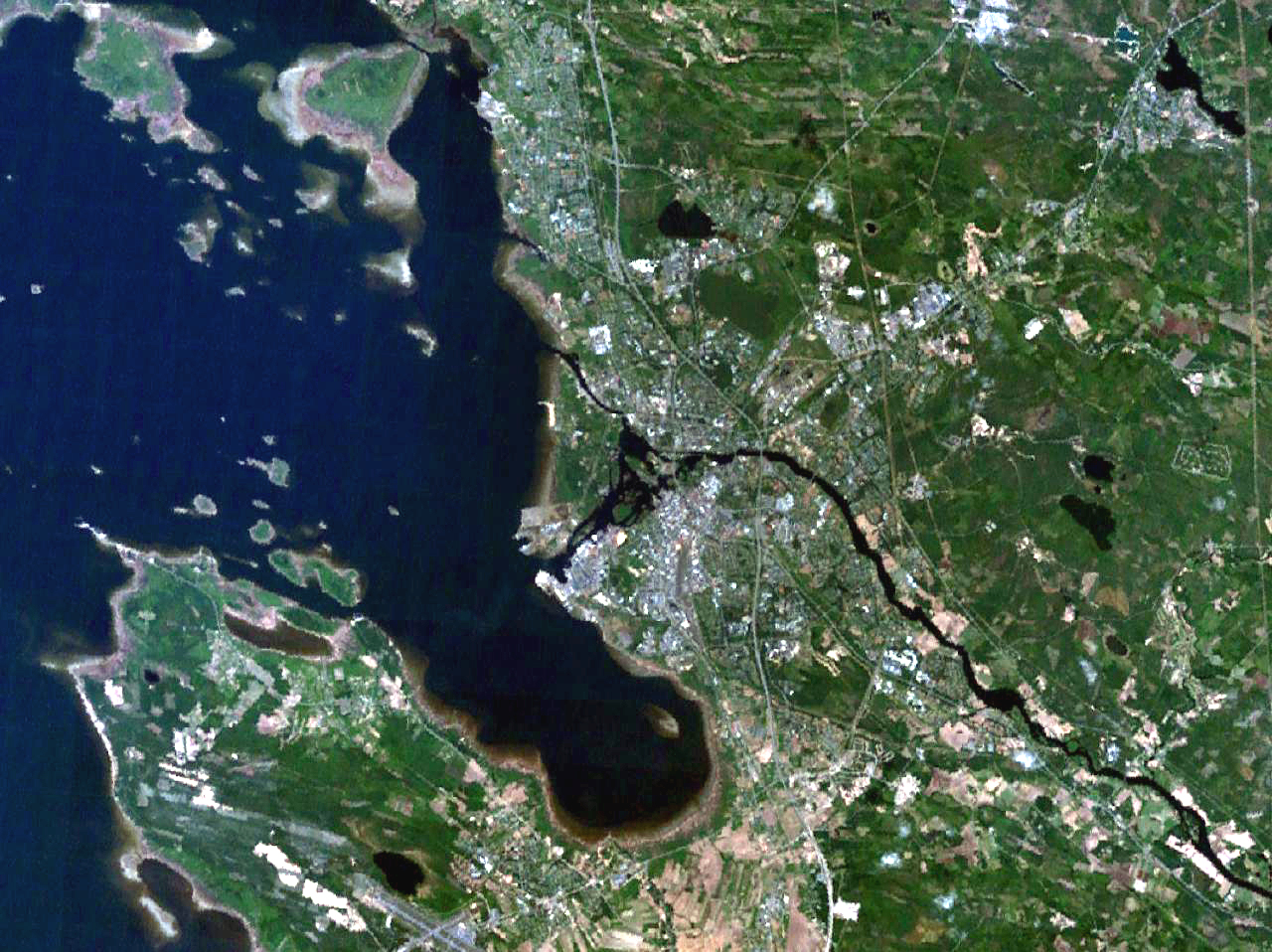
Satellitenbild von Oulu

Oulu [ˈɔu̯lu] (anhörenⓘ) (schwedisch Uleåborg [ˈʉːlɛoːˌbɔrj]) ist eine Großstadt im Westen Finnlands. Sie ist die fünftgrößte Stadt Finnlands und die nördlichste Großstadt der Europäischen Union.
Während Oulu zu früheren Zeiten für Holzteer und Lachs berühmt war, ist die Stadt heute vor allem als ein Zentrum der finnischen IT-Wirtschaft und für ihre ausgeprägte Wellnesskultur bekannt. Andere wichtige Industrien sind Holzverarbeitung und Papierherstellung. In einem Umkreis von 200 km befinden sich zwei integrierte Stahlhütten (in Raahe und Tornio), eine Ferrochromgrube (in Kemi) sowie eine Zellstofffabrik (in Kemi). Der Flughafen Oulu ist der am zweitmeisten frequentierte des Landes und liegt rund 15 Kilometer südlich, in Oulunsalo. Die Universität Oulu ist die größte des Landes außerhalb des Großraums Helsinki und befindet sich sechs Kilometer nördlich des Stadtzentrums.
Oulu ist berühmt für die jährlich dort stattfindende Luftgitarren-Weltmeisterschaft, die Mieskuoro Huutajat (der schreiende Männerchor) und ein großes Angebot an kulturellen Möglichkeiten. Das Rockfestival Qstock findet seit 2003 jährlich Ende Juli in Oulu statt.
Oulu wurde zur Kulturhauptstadt Europas 2026 auserwählt.

## Geografie

### Lage
Oulu liegt an der Mündung des Oulujoki in den Bottnischen Meerbusen. Die Stadt bedeckt eine Fläche von 449,2 km², davon nehmen 79,5 km² Wasserflächen ein. Zum Jahresbeginn 2009 wurde durch die Eingemeindung der östlich von Oulu gelegenen Gemeinde Ylikiiminki das Stadtgebiet um 1061,07 km² und knapp 3400 Einwohner erweitert.

### Klima
|                       | Jan   | Feb   | Mär   | Apr  | Mai  | Jun  | Jul  | Aug  | Sep  | Okt | Nov  | Dez   |   |      |
| Mittl. Tagesmax. (°C) | −7,4  | −6,8  | −1,7  | 4,5  | 12,2 | 17,9 | 20,4 | 17,8 | 11,9 | 5,5 | −0,6 | −4,9  | ⌀ | 5,8  |
| Mittl. Tagesmin. (°C) | −15,4 | −14,7 | −10,1 | −3,4 | 2,8  | 8,8  | 11,4 | 9,5  | 4,9  | 0,3 | −5,9 | −12,1 | ⌀ | −1,9 |
|                       |       |       |       |      |      |      |      |      |      |     |      |       |   |      |
| Niederschlag (mm)     | 26    | 21    | 23    | 19   | 30   | 43   | 57   | 65   | 48   | 42  | 31   | 28    | Σ | 433  |
|                       |       |       |       |      |      |      |      |      |      |     |      |       |   |      |
| Sonnenstunden (h/d)   | 0,7   | 2,2   | 4,1   | 6,3  | 8,6  | 9,6  | 9,2  | 6,6  | 4,2  | 2,4 | 1,0  | 0,3   | ⌀ | 4,6  |
|                       |       |       |       |      |      |      |      |      |      |     |      |       |   |      |
| Regentage (d)         | 8     | 7     | 6     | 6    | 7    | 8    | 9    | 10   | 10   | 9   | 9    | 9     | Σ | 98   |
|                       |       |       |       |      |      |      |      |      |      |     |      |       |   |      |
| Luftfeuchtigkeit (%)  | 86    | 85    | 82    | 74   | 67   | 65   | 70   | 77   | 82   | 85  | 88   | 88    | ⌀ | 79,1 |

| −15,4 |

| −14,7 |

| −10,1 |

| −3,4 |

| 2,8 |

| 8,8 |

| 11,4 |

| 9,5 |

| 4,9 |

| 0,3 |

| −5,9 |

| −12,1 |

| −15,4 |

| −14,7 |

| −10,1 |

| −3,4 |

| 2,8 |

| 8,8 |

| 11,4 |

| 9,5 |

| 4,9 |

| 0,3 |

| −5,9 |

| −12,1 |

## Geschichte

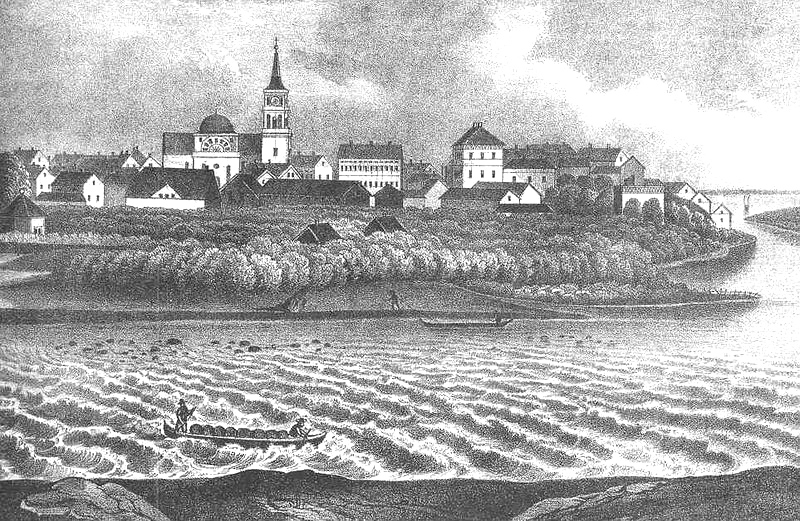
Oulu vom Nordosten gesehen (1840)

Der Name (ursprünglich Owla oder Oula) der Stadt kommt aus den samischen Sprachen und bedeutet so viel wie Hochwasser bzw. fließendes Wasser.
Oulu wurde am 8. April 1605 von König Karl IX. von Schweden gegründet. Bereits fünf Jahre nach der Gründung erhielt der Ort das Stadtrecht. Im Jahre 1776 wurde die Stadt Hauptstadt der Provinz Oulu. Nach der fast vollständigen Zerstörung durch einen Großbrand im Jahre 1822 wurde sie nach Plänen von Johan Albrecht Ehrenström wiederaufgebaut. Im 19. Jahrhundert war Oulu neben Archangelsk einer der wichtigsten nordeuropäischen Häfen für den Export von Holzteer. Dieser wurde in großen Mengen im Hinterland hergestellt, in Teerfässern über den Fluss Oulujoki transportiert und dann von Oulu aus nach ganz Europa verschifft. Im Jahr 2005 feierte Oulu das 400-jährige Stadt-Jubiläum.
Seit einigen Jahren wachsen, auch aufgrund der in Oulu angesiedelten Technologiefirmen, Einwohnerzahl und Stadt rasant, so dass Oulu mittlerweile als „Boomtown“ des Nordens bezeichnet wird. Außerdem trägt die hohe Geburtenrate der Region Nord-Österbotten, in der Oulu mit Abstand die größte Stadt ist, zum Wachstum bei. Sie liegt bei 2,38 Kindern/Frau, was mehr als die 2,1 Kinder sind, die zu einer stagnierenden Bevölkerung führen.
Entwicklung der Einwohnerzahl (31. Dezember):
- 1983 – 96.243
- 1987 – 98.582
- 1990 – 101.379
- 1997 – 113.567
- 1999 – 117.670
- 2000 – 120.753
- 2001 – 123.274
- 2002 – 124.588
- 2003 – 125.970
- 2004 – 127.226
- 2005 – 128.962
- 2006 – 130.178
- 2007 – 131.585
- 2008 – 133.541
- 2010 – 139.133
- 2021 – 209.648[3]

## Politik

### Stadtrat
Die Kommunalwahlen in Finnland 2021  am 13. Juni 2021 für die Wahlperiode vom 1. Januar 2022 bis 31. Dezember 2025 (vier Jahre) führte in Oulu zu dem in der Tabelle dargestellten Ergebnis. Die Wahlbeteiligung lag bei 52,3 % (2017: 56,0 %).
Die liberale Zentrumspartei und die konservative Sammlungspartei sind mit 21,5 % und 21,0 % der Stimmen etwa gleich stark und haben im Gemeinderat, dem 67 Abgeordnete angehören, jeweils 15 Sitze. Ihnen folgen die Basisfinnen (13,7 %), das Linksbündnis (13,4 %) und der Grüne Bund (12,3 %), die jeweils über neun Sitze verfügen, die Sozialdemokratische Partei (11,6 %) über acht. Des Weiteren sind auch die Christdemokraten und die Partei Liike Nyt mit je einem Sitz im Gemeinderat vertreten.

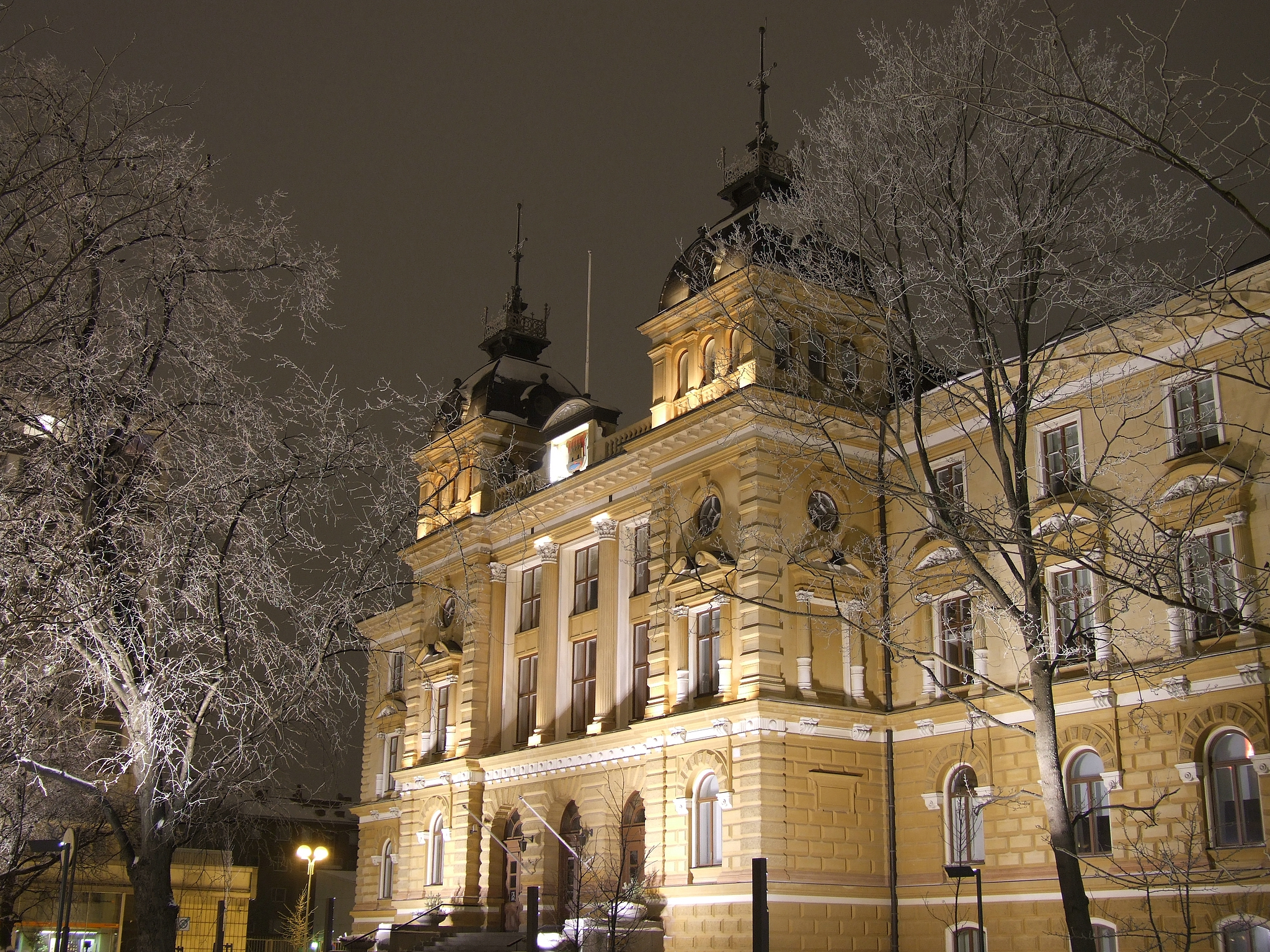
Rathaus von Oulu (erbaut 1886)

| Partei                       | Stimmenanteil | +/− %p | Sitze | +/− | Sitzverteilung ab 1. Januar 2022                                                                   |
| ---------------------------- | ------------- | ------ | ----- | --- | -------------------------------------------------------------------------------------------------- |
| Zentrumspartei               | 21,5 %        | − 2,7  | 15    | − 2 | Insgesamt 67 Sitze - VAS: 9 - SDP: 8 - VIHR: 9 - KESK: 15 - KOK: 15 - KD: 1 - PS: 9 - Liike Nyt: 1 |
| Nationale Sammlungspartei    | 21,0 %        | + 1,9  | 15    | + 2 | Insgesamt 67 Sitze - VAS: 9 - SDP: 8 - VIHR: 9 - KESK: 15 - KOK: 15 - KD: 1 - PS: 9 - Liike Nyt: 1 |
| Linksbündnis                 | 13,4 %        | − 2,6  | 9     | − 2 | Insgesamt 67 Sitze - VAS: 9 - SDP: 8 - VIHR: 9 - KESK: 15 - KOK: 15 - KD: 1 - PS: 9 - Liike Nyt: 1 |
| Grüner Bund                  | 12,3 %        | − 2,4  | 9     | − 1 | Insgesamt 67 Sitze - VAS: 9 - SDP: 8 - VIHR: 9 - KESK: 15 - KOK: 15 - KD: 1 - PS: 9 - Liike Nyt: 1 |
| Sozialdemokratische Partei   | 11,6 %        | − 0,7  | 8     | ± 0 | Insgesamt 67 Sitze - VAS: 9 - SDP: 8 - VIHR: 9 - KESK: 15 - KOK: 15 - KD: 1 - PS: 9 - Liike Nyt: 1 |
| Basisfinnen                  | 13,7 %        | + 5,4  | 9     | + 3 | Insgesamt 67 Sitze - VAS: 9 - SDP: 8 - VIHR: 9 - KESK: 15 - KOK: 15 - KD: 1 - PS: 9 - Liike Nyt: 1 |
| Finnische Christdemokraten   | 01,9 %        | − 0,4  | 1     | ± 0 | Insgesamt 67 Sitze - VAS: 9 - SDP: 8 - VIHR: 9 - KESK: 15 - KOK: 15 - KD: 1 - PS: 9 - Liike Nyt: 1 |
| Liike Nyt („Bewegung Jetzt“) | 01,8 %        | + 1,8  | 1     | + 1 | Insgesamt 67 Sitze - VAS: 9 - SDP: 8 - VIHR: 9 - KESK: 15 - KOK: 15 - KD: 1 - PS: 9 - Liike Nyt: 1 |

### Wappen
Beschreibung: Das Wappen ist in Rot und Silber geteilt. Oben eine goldene gezinnte Burg mit zwei blauen offenen Durchgängen auf der goldene Türme mit ebensolchen gefärbten nach links zeigenden Wimpeln stehen und jeder ein blaues Fenster hat. Unten ein rotgeflosster nach rechts schwimmender blauer Lachs mit rotem Auge.

### Städtepartnerschaften
Die Stadt Oulu unterhält Städtepartnerschaften mit folgenden Städten:
- Alta, Norwegen
- Archangelsk, Russland
- Astana, Kasachstan
- Boden, Schweden
- Bursa, Türkei
- Halle (Saale), Deutschland
- Hangzhou, Volksrepublik China
- Kronstadt, Russland
- Leverkusen, Deutschland
- Matera, Italien
- Odessa, Ukraine
- Siófok, Ungarn
- Szigetszentmiklós, Ungarn

## Kultur und Sehenswürdigkeiten

### Museen
Rund 13 Kilometer südöstlich der Stadt befindet sich das Freilichtmuseum Turkansaari, auf dessen Gelände sich 27 historische Holzgebäude und eine Kirche befinden.
Im Ainola Park nördlich des Stadtzentrums befindet sich das Heimatmuseum für die Stadt und die Provinz Oulu, des Weiteren gibt es ein Kunstmuseum sowie ein Seefahrtsmuseum.

### Bauwerke

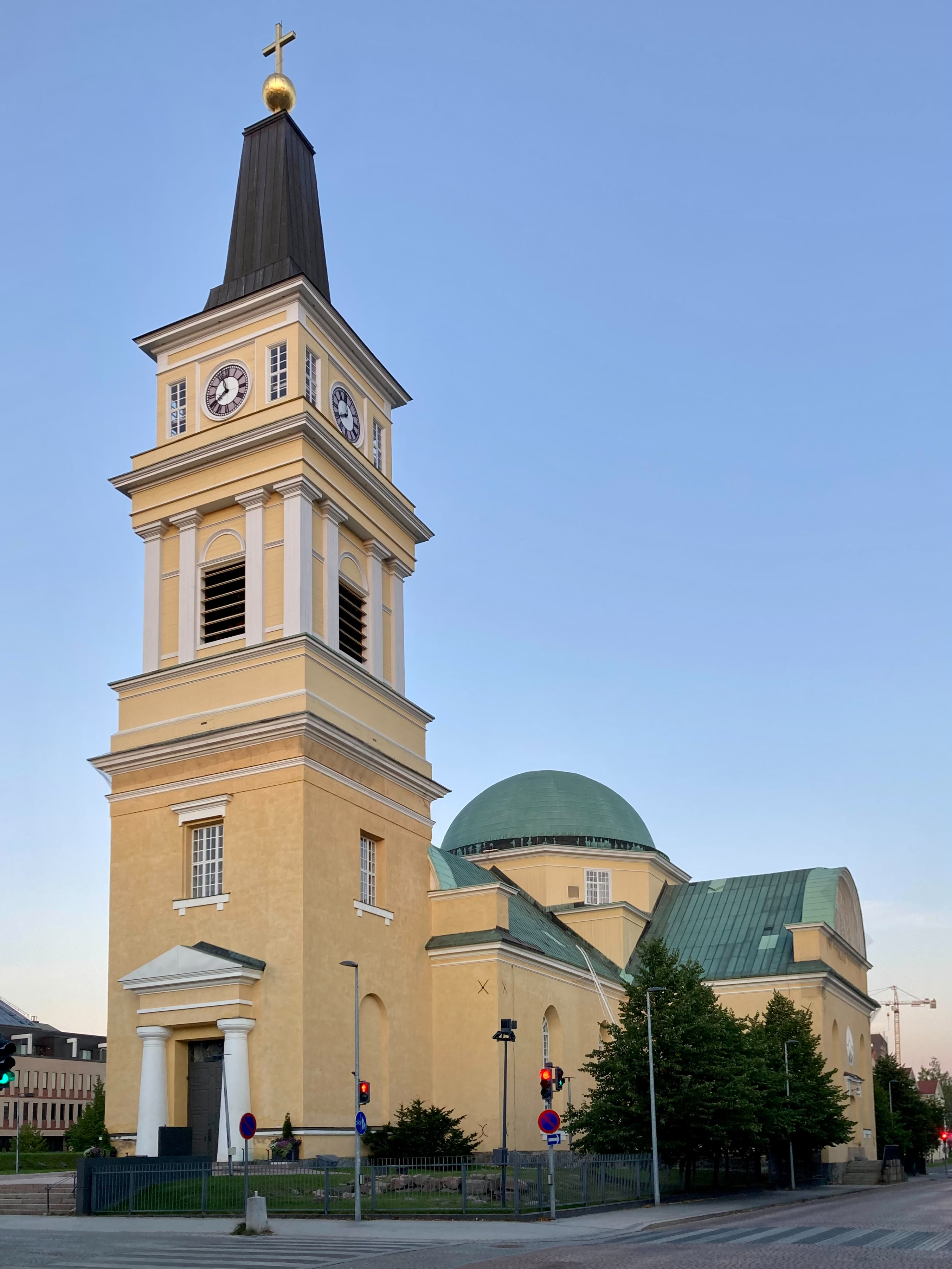
Domkirche Sofia Magdalena von Oulu (1777/1832)

Wie in Helsinki hat auch in Oulu der Architekt Carl Ludwig Engel einen Anteil an der historischen Bausubstanz. Er übernahm nach dem Stadtbrand von 1822 den Wiederaufbau des zwischen 1771 und 1776 entstandenen Doms (Tuomiokirkko). Über der Tür zur Sakristei befindet sich das älteste Ölgemälde in Finnland, das Porträt von Johannes Messenius. In Oulu befindet sich auch die orthodoxe Dreifaltigkeitskathedrale.
Südwestlich der Domkirche befindet sich das im Stil der Neorenaissance gestaltete Rathaus von 1886. Es besitzt einen schönen Empfangssaal mit böhmischen Kristallleuchtern.

### Regelmäßige Veranstaltungen
Regelmäßig Ende Februar ist Oulu Ort des Internationalen Theaterfestivals für Kinder und Jugendliche.
Mitte Juni eines jeden Jahres findet die Woche des Teerbrennens statt, ein Einblick in die Zeit, als Holzteer Oulu berühmt gemacht hat.
Seit 1996 wird in Oulu die Luftgitarren-Weltmeisterschaft im Rahmen des Oulun Musiikki Video Festivaalit (Oulu Music Video Festival) veranstaltet.
Das zweitägige Rockfestival Qstock findet jährlich Ende Juli statt und ist das größte Sommerereignis in Nordfinnland.

### Sport

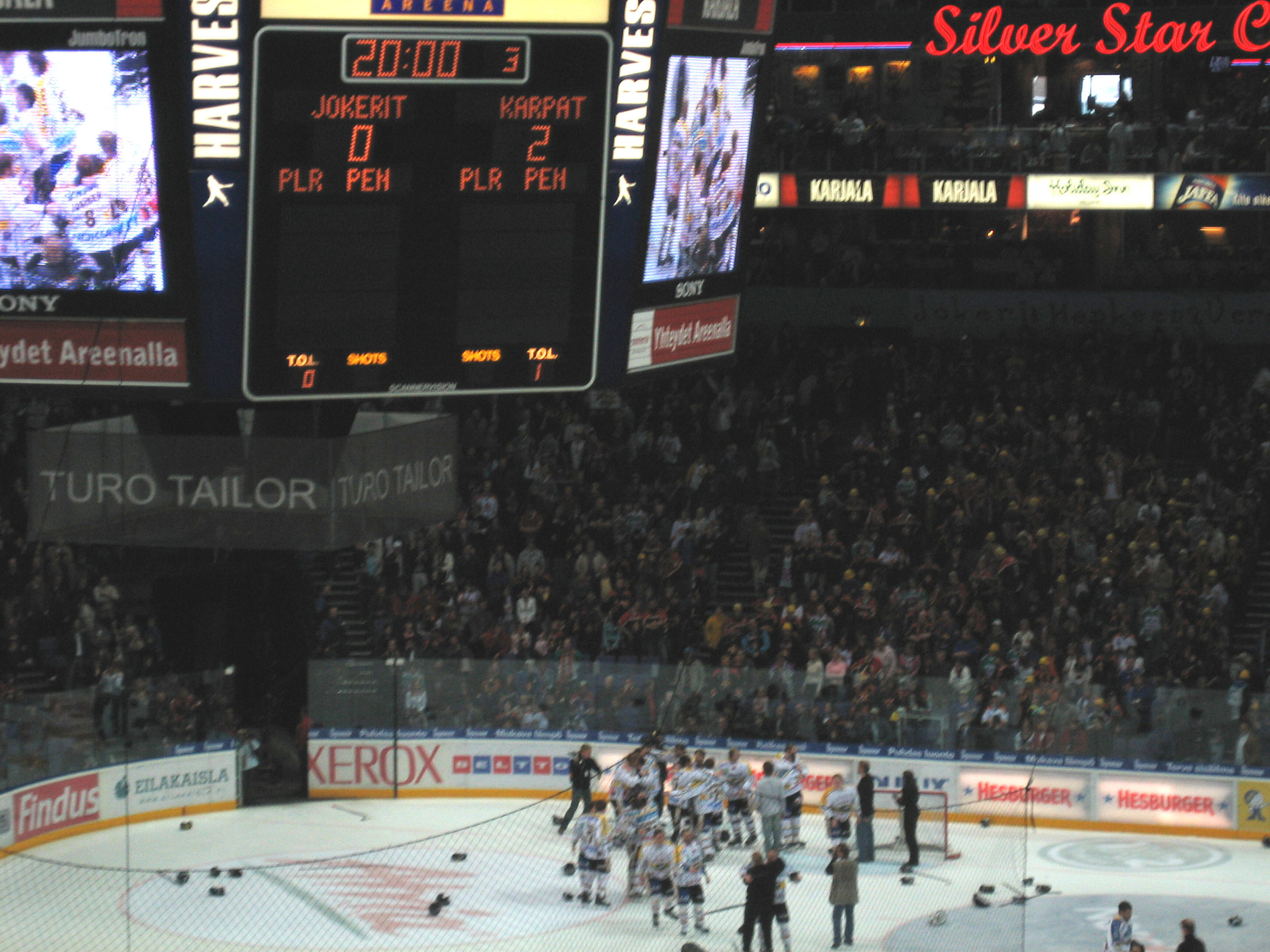
Kärpät gewinnt die finnische Eishockeymeisterschaft 2005

Bedeutendste Sportstätte ist die Oulun Energia Areena, Heimstätte der Eishockeymannschaft Oulun Kärpät und Laser HT. Kärpät ist siebenfacher finnischer Eishockey-Meister und war zweimal Vizemeister des IIHF European Champions Cups.
Der Fußballclub AC Oulu spielt in der Veikkausliiga. Oulu hat weiterhin zwei Teams, die an der höchsten Bandy-Liga teilnehmen: Oulun Luistinseura, OLS, ist 15-facher finnischer Meister, während Oulun Palloseura, OPS, sieben Meisterschaften gewann. Im Jahre 2001 wurde in Oulu die Bandy-Weltmeisterschaft ausgetragen.

### Regelmäßige Sportveranstaltungen
Ende Mai jedes Jahres findet der Terwahölkkä-Marathon statt, eine Laufveranstaltung bei der über 1000 Laufbegeisterte teilnehmen.
Darüber hinaus gibt es vielfältige Veranstaltungen in den Bereichen Wintersport, Wassersport und Funsport, wie z. B. das Holzteerrudern Mitte Juni auf dem Oulujoki.

## Wirtschaft und Infrastruktur

### Verkehr

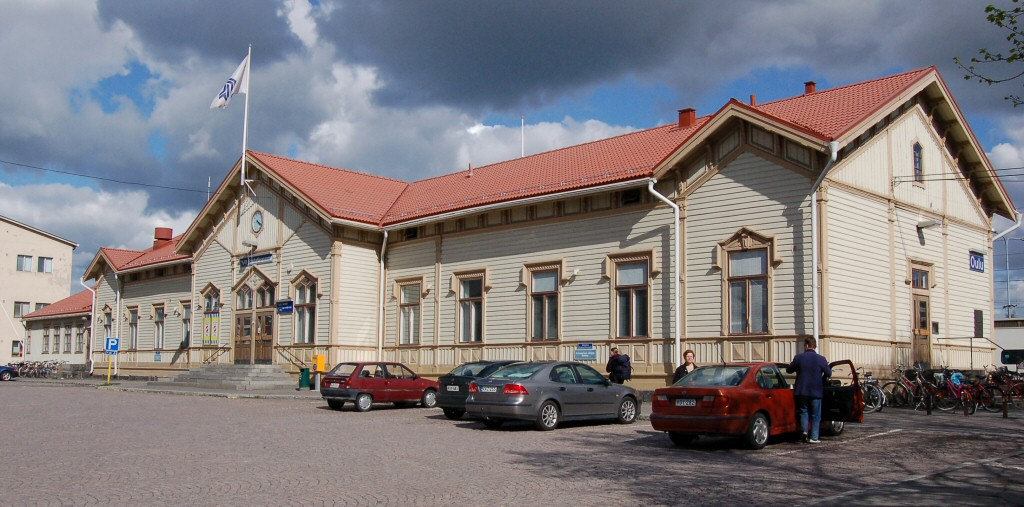
Bahnhof Oulu (2006)

Die schnellste Zugverbindung bieten die elektrischen Neigetechnikzüge der Baureihe Sm3 der VR. Sie benötigen für die Strecke von 680 Kilometern zwischen Oulu und Helsinki 5 Stunden 44 Minuten. Die Geschwindigkeit auf den einzelnen Streckenabschnitten zwischen Oulu und Helsinki ist unterschiedlich. Von Oulu nach Seinäjoki (etwa 350 km südlich von Oulu) beträgt sie 140 km/h. Von Seinäjoki nach Tampere (etwa 180 km) gibt es einen Abschnitt mit 160 km/h. Von Tampere nach Helsinki (etwa 175 km) beträgt die Geschwindigkeit meistens 200 km/h.
Der Bahnhof verfügt über eine Verladestelle für Autoreisezüge.
Vom Flughafen Oulu in der Nachbargemeinde Oulunsalo gibt es Direktflüge nach Helsinki und Flüge in Urlaubsregionen innerhalb Europas.
Oulu besitzt ein sehr gut ausgebautes Netz von Fahrradwegen, sehr oft mit Unterführungen unter großen Straßen und bis zu zwei Metern Breite. Oulu schafft im Winter den hohen Radverkehrsanteil von 12 % und veranstaltete 2013 den weltweit einzigen Kongress zum Thema Radfahren im Winter.

### Wirtschaftsstruktur
Oulu ist ein international bekannter Standort für Hochtechnologie, insbesondere für Telekommunikation und IT. Auch herkömmlichere Industriezweige wie Papier- und Stahlindustrie sind in Oulu stark vertreten. Schwerpunkte der heutigen, zukunftsorientierten Entwicklungsarbeit in der IT, Medientechnik, Bio- und Umwelttechnik, sowie in der Wellnessbranche werden in Oulu stark gefördert. Die Produktion von Holzteer, mit der Oulu berühmt wurde, hat weitgehend an Bedeutung verloren.
Oulu ist bestrebt Ansiedlung von High-Tech-Firmen zu fördern und stellt dies mit der Verfügbarkeit an Baufläche und guter Infrastruktur sicher.

### Ansässige Unternehmen
Hier seien insbesondere Technopolis, Stora Enso, VTT (Technical Research Center) und Nokia erwähnt. Das größte in Oulu produzierende Unternehmen ist Nokia mit 4700 Beschäftigten (2008). Der größte Arbeitgeber in Oulu ist die Stadt Oulu selbst mit 9760 Beschäftigten (2008), das Universitätskrankenhaus hat 5546 Beschäftigte und auf Platz 4 (nach Nokia) steht die Universität Oulu mit 3050 Beschäftigten. Weitere Arbeitgeber: Stora Enso Oyj (1155 Besch.), K-ryhmä (1054 Besch.), Itella Oyj (920 Besch.), Osuuskauppa Arina (830 Besch.), ODL Konserni (694 Besch.) (alle Angaben Jahr 2008)

### Bildung
Die 1958 gegründete Universität Oulu ist mit knapp 17 000 Studierenden eine der größten Universitäten Finnlands. Sie befindet sich fünf Kilometer nördlich des Stadtzentrums im Stadtteil Linnanmaa. Die Universität gliedert sich in Fakultäten für Geisteswissenschaften, Naturwissenschaften, Medizin, Pädagogik, Technik und Wirtschaftswissenschaften, die größte von denen sind die Fakultät für Naturwissenschaften und Fakultät für Technik. Historisch gesehen hat die Universität eine große Rolle im Aufschwung der IT-Branche in den 1990er Jahren gespielt.
Des Weiteren befindet sich eine Fachhochschule mit verschiedenen Fachbereichen, die sich über das gesamte Stadtgebiet verteilen und ein Konservatorium. 9000 Studenten nutzen die Möglichkeit in verschiedenen Fachbereichen zu studieren. Die mit der evangelischen Kirche affilierte Diakonia-Fachhochschule bietet auf seinem Campus in der Innenstadt eine Hochschulausbildung an.

## Söhne und Töchter der Stadt
- Maria Simelius (1792–1843), Publizistin
- Maria Kraftman (1812–1884), Schriftstellerin
- William Nylander (1822–1899), Zoologe, Botaniker und Lichenologe
- Amélie Lundahl (1850–1914), Malerin
- Teuvo Pakkala (1862–1925), Schriftsteller
- Oscar Larson (1871–1957), US-amerikanischer Politiker
- Juho Vennola (1872–1938), Volkswirtschaftler, Politiker (KEP), Mitglied des Reichstags und Ministerpräsident
- Kyösti Haataja (1881–1956), Politiker (Nationale Sammlungspartei), Mitglied des Reichstags und Landvermesser
- Yrjö Saarela (1884–1951), Ringer
- Yrjö Kallinen (1886–1976), Politiker (SDP), Mitglied des Reichstag
- Leevi Madetoja (1887–1947), Komponist
- Aarno Maliniemi (1892–1972), Historiker
- Gerda Weneskoski (1892–1984), Pianistin und Musikpädagogin
- Heikki Kannisto (1898–1957), Politiker
- Vilho Lampi (1898–1936), Maler
- Ralf Törngren (1899–1961), Politiker (sfp), Mitglied des Reichstags und Ministerpräsident
- Kaarlo Hillilä (1902–1965), Politiker (ML) und Innenminister Finnlands
- Heikki A. Alikoski (1912–1997), Astronom
- Leo Honkala (1933–2015), Ringer und Gewichtheber
- Alpo Aho (1934–1983), Bandyspieler
- Tuomo Mannermaa (1937–2015), evangelischer Theologe
- Juhani Mursu (* 1940), Gewichtheber
- Ari Helenius (* 1944), Biochemiker
- Matti Ahde (1945–2019), Politiker (SDP), Mitglied des Reichstags und Sportfunktionär
- Liisa Jaakonsaari (* 1945), Politikerin (SDP), Mitglied des Reichstags, MdEP
- Lasse Kukkonen (* 1946), Politiker, Mitglied des Reichstags, MdEP
- Harry Helenius (1946–2019), Diplomat und finnischer Botschafter in Russland und Deutschland
- Esa Peltonen (* 1947), Eishockeyspieler
- Timo Veijola (1947–2005), evangelischer Alttestamentler
- Juha Widing (1947–1984), Eishockeyspieler
- Seppo Hentilä (* 1948), Historiker und Politologe
- Samuli Pohjamo (* 1950), Politiker (Kesk.), MdEP
- Irma Junnilainen (* 1951), Schauspielerin
- Jouko Öystilä (1952–2024), Eishockeyspieler
- Martti Korhonen (* 1953), Politiker (Vas.), Mitglied des Reichstags
- Pertti Sveholm (* 1953), Schauspieler
- Jarmo Hirvasoja (* 1954), Eisspeedwayfahrer und Weltmeister
- Heidi Hautala (* 1955), Politikerin (Vihreät), Mitglied des Reichstags, MdEP
- Markku Kiimalainen (* 1955), Eishockeyspieler
- Seppo Pyykkö (* 1955), Fußballspieler
- Anna-Leena Sirén (* 1955), Neurochirurgin
- Matti Alatalo (* 1958), Eishockeytrainer
- Juha Malinen (* 1958), Fußballtrainer
- Kari Jalonen (* 1960), Eishockeyspieler und -trainer
- Reijo Ruotsalainen (* 1960), Eishockeyspieler und -trainer
- Pekka Tuomisto (* 1960), Eishockeyspieler
- Pekka Huotari (* 1962), Schauspieler
- Martti Suosalo (* 1962), Schauspieler
- Jaakko Hämeen-Anttila (1963–2023), Arabist und Islamwissenschaftler
- Jaana Ronkainen (* 1965), Judoka
- Satu Huotari (* 1967), Eishockeyspielerin
- Markku Paasonen (* 1967), Dichter
- Eero Aho (* 1968), Schauspieler
- Kari Harila (* 1968), Eishockeyspieler
- Sauli Kemppainen (* 1968), Koch
- Sonja Korkeala (* 1969), Violinistin
- Kati Hiekkapelto (* 1970), Schriftstellerin
- Marja-Helena Pälvilä (* 1970), Eishockeyspielerin
- Mika Alatalo (* 1971), Eishockeyspieler und -trainer
- Jouni Loponen (* 1971), Eishockeyspieler
- Mika Nurmela (* 1971), Fußballspieler
- Vesa Ponto (* 1971), Eishockeyspieler
- Antti Niemi (* 1972), Fußballtorwart
- Jukka Ollila (* 1973), Eishockeyspieler und -trainer
- Hannes Hyvönen (* 1975), Eishockeyspieler
- Piia-Noora Kauppi (* 1975), Politikerin
- Petri Kokko (* 1975), Eishockeyspieler
- Vladislav Delay (* 1976), Electronica-Musiker
- Elina Hietamäki (* 1976), Skilangläuferin
- Kalle Kanttila (* 1976), Tenor
- Kimmo Lotvonen (* 1976), Eishockeyspieler
- Jarkko Saapunki (* 1976), Skisprungtrainer, Musiker und Musikmanager
- Eveliina Sarapää (* 1976), Fußballspielerin
- Tytti Tuppurainen (* 1976), Politikerin
- Esa Pirnes (* 1977), Eishockeyspieler
- Jussi Mäkelä (* 1977), Biathlet
- Janne Hietanen (* 1978), Fußballspieler
- Jari Ilola (* 1978), Fußballspieler
- Ville Ranta (* 1978), Comiczeichner und Graphic-Novel-Autor
- Lauri Hakola (* 1979), Skispringer
- Jussi Hautamäki (* 1979), Skispringer und Musiker
- Jani Tuppurainen (* 1980), Eishockeyspieler
- Jari Viuhkola (* 1980), Eishockeyspieler
- Antti Aarnio (* 1981), Eishockeyspieler
- Matti Hautamäki (* 1981), Skispringer
- Lasse Kukkonen (* 1981), Eishockeyspieler
- Mika Pyörälä (* 1981), Eishockeyspieler
- Juha-Pekka Haataja (* 1982), Eishockeyspieler
- Ville Koistinen (* 1982), Eishockeyspieler
- Antti Okkonen (* 1982), Fußballspieler
- Susanna Pöykiö (* 1982), Eiskunstläuferin
- Topi Jaakola (* 1983), Eishockeyspieler
- Jouni Kinnunen (* 1983), Biathlet
- Juho Mäkelä (* 1983), Fußballspieler
- Tomi Mustonen (* 1983), Eishockeyspieler
- Joni Pitkänen (* 1983), Eishockeyspieler
- Janne Jalasvaara (* 1984), Eishockeyspieler
- Oskari Korpikari (* 1984), Eishockeyspieler
- Niina Sarias (* 1984), Snowboarderin
- Tuukka Kaukoniemi (* 1985), Skirennläufer
- Mikko Alikoski (* 1986), Eishockeyspieler
- Jarkko Hurme (* 1986), Fußballspieler
- Tinja-Riikka Korpela (* 1986), Fußballspielerin
- Anssi Koivuranta (* 1988), Nordischer Kombinierer und Skispringer
- Toni Kolehmainen (* 1988), Fußballspieler
- Kerttu Niskanen (* 1988), Skilangläufer
- Olli Palola (* 1988), Eishockeyspieler
- Ilkka-Eemeli Laari (* 1989), Snowboarder
- Joni Liljeblad (* 1989), Eishockeyspieler
- Miki Liukkonen (1989–2023), Schriftsteller, Musiker und Fernsehmoderator
- Mikael Granlund (* 1992), Eishockeyspieler
- Iivo Niskanen (* 1992), Skilangläufer
- Markus Granlund (* 1993), Eishockeyspieler
- Markus Nutivaara (* 1994), Eishockeyspieler
- Matias Ojala (* 1995), Fußballspieler
- Rasmus Karjalainen (* 1996), Fußballspieler
- Solfrid Koanda (* 1998), norwegische Gewichtheberin
- Remi Lindholm (* 1998), Skilangläufer
- Henri Jokiharju (* 1999), Eishockeyspieler
- Wille Karhumaa (* 2000), Nordischer Kombinierer
- Samuel Purola (* 2000), Sprinter

## Galerie

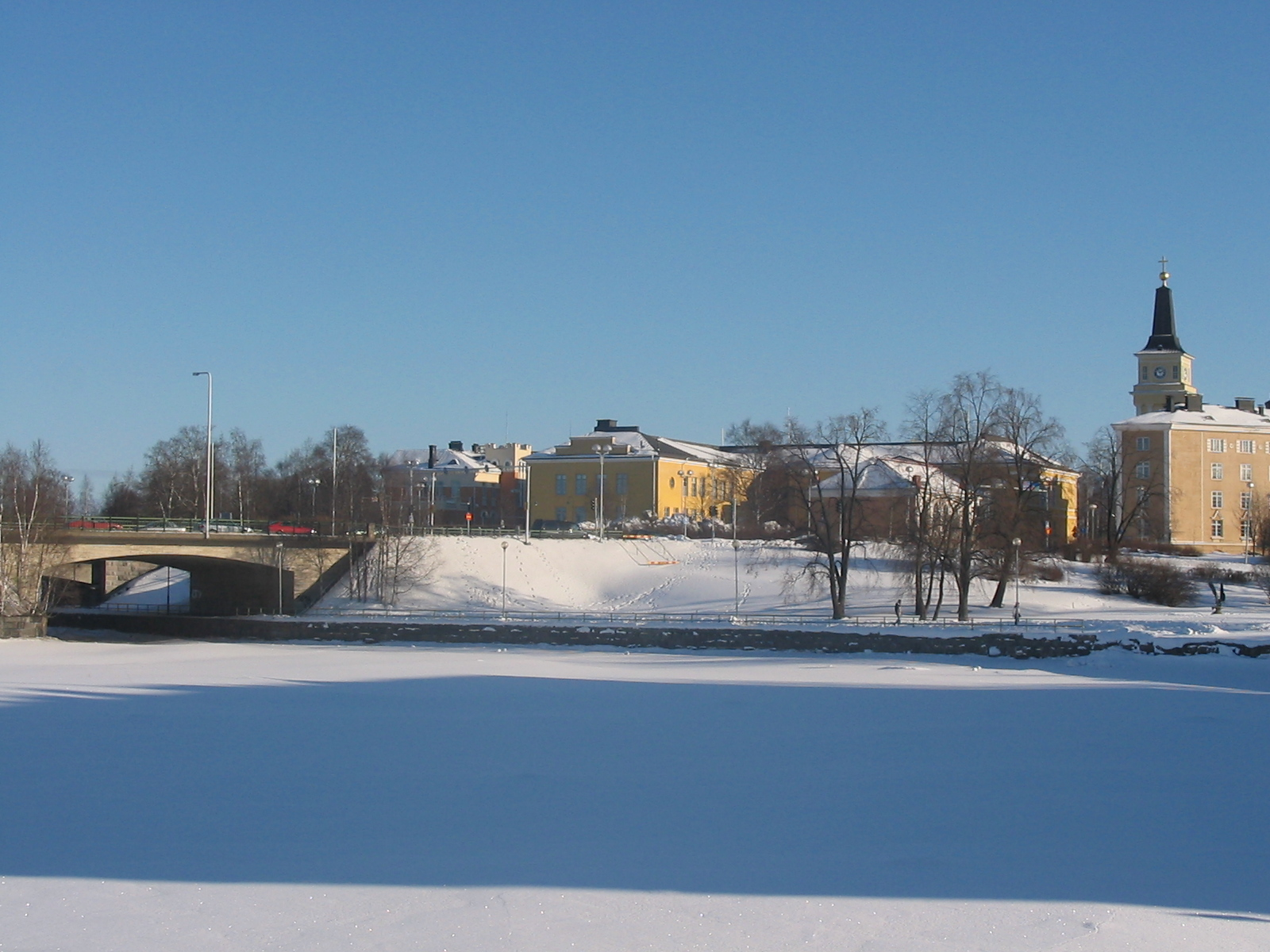
Ansicht zu Pokkitörmä im Winter
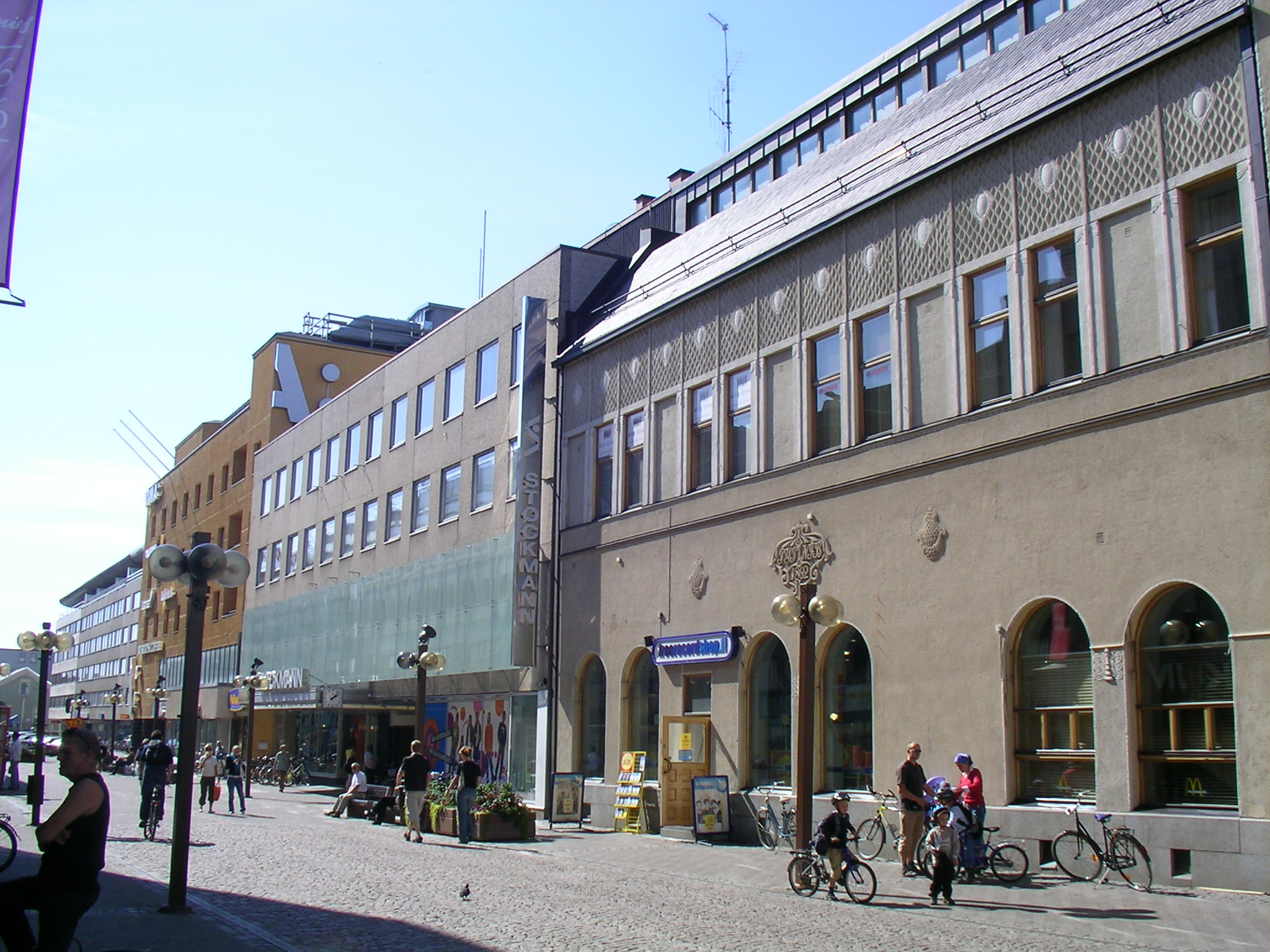
Fußgängerzone in der Stadtmitte
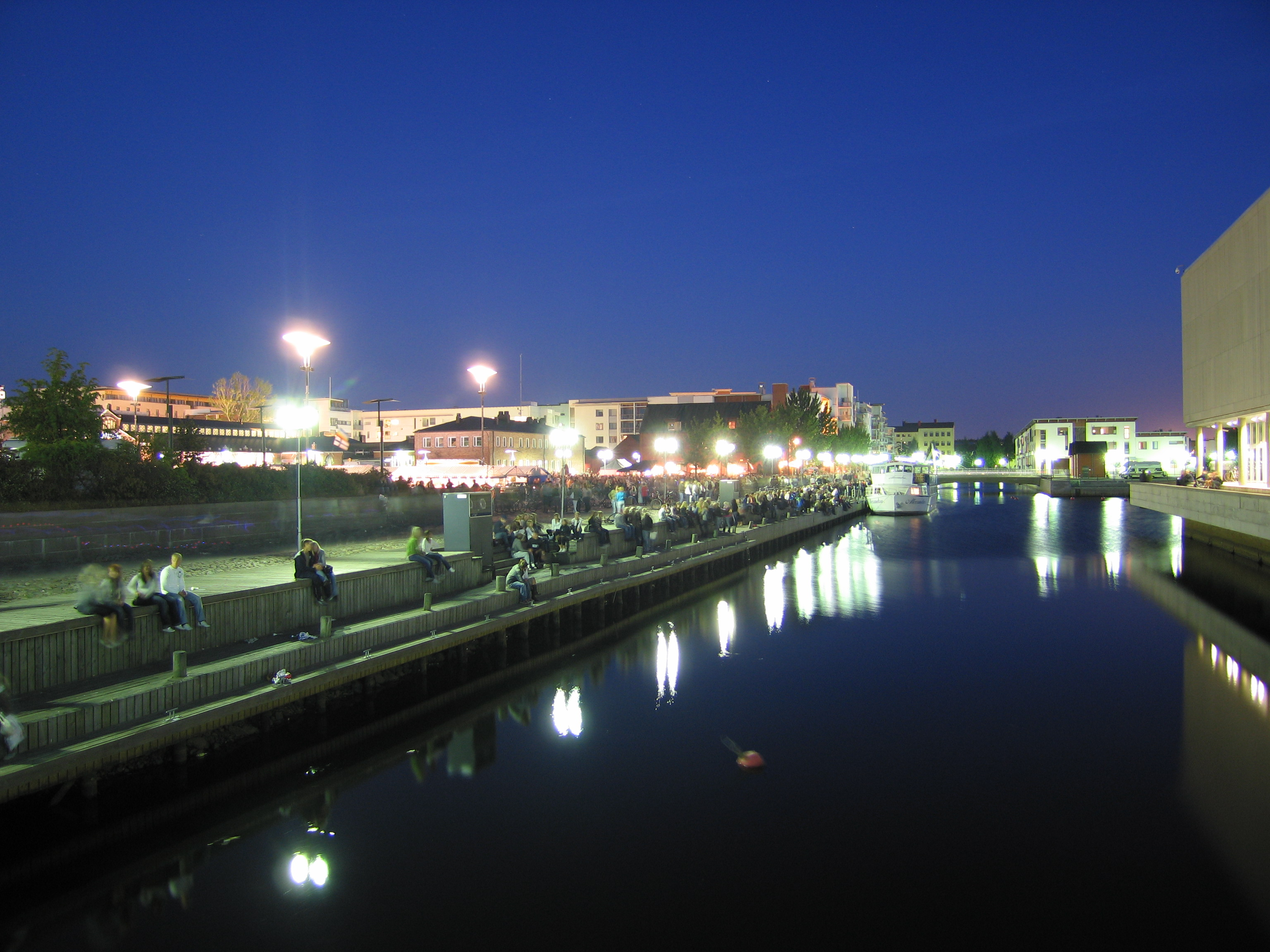
Gasthafen am Marktplatz von Oulu
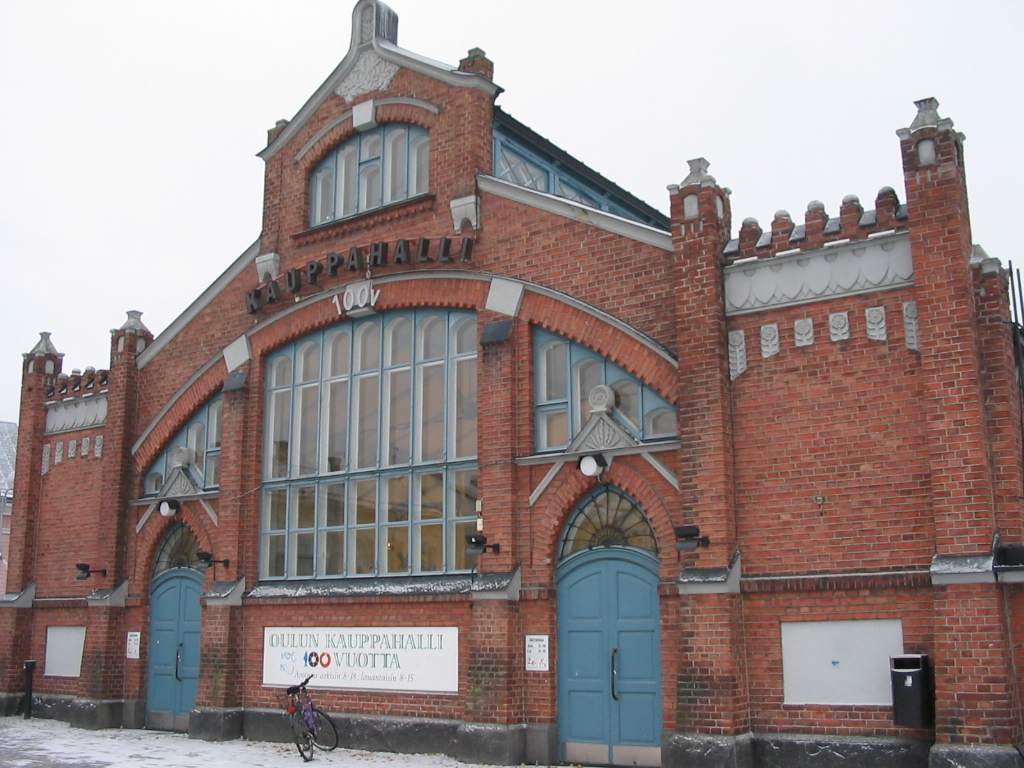
Markthalle von Oulu (1901)
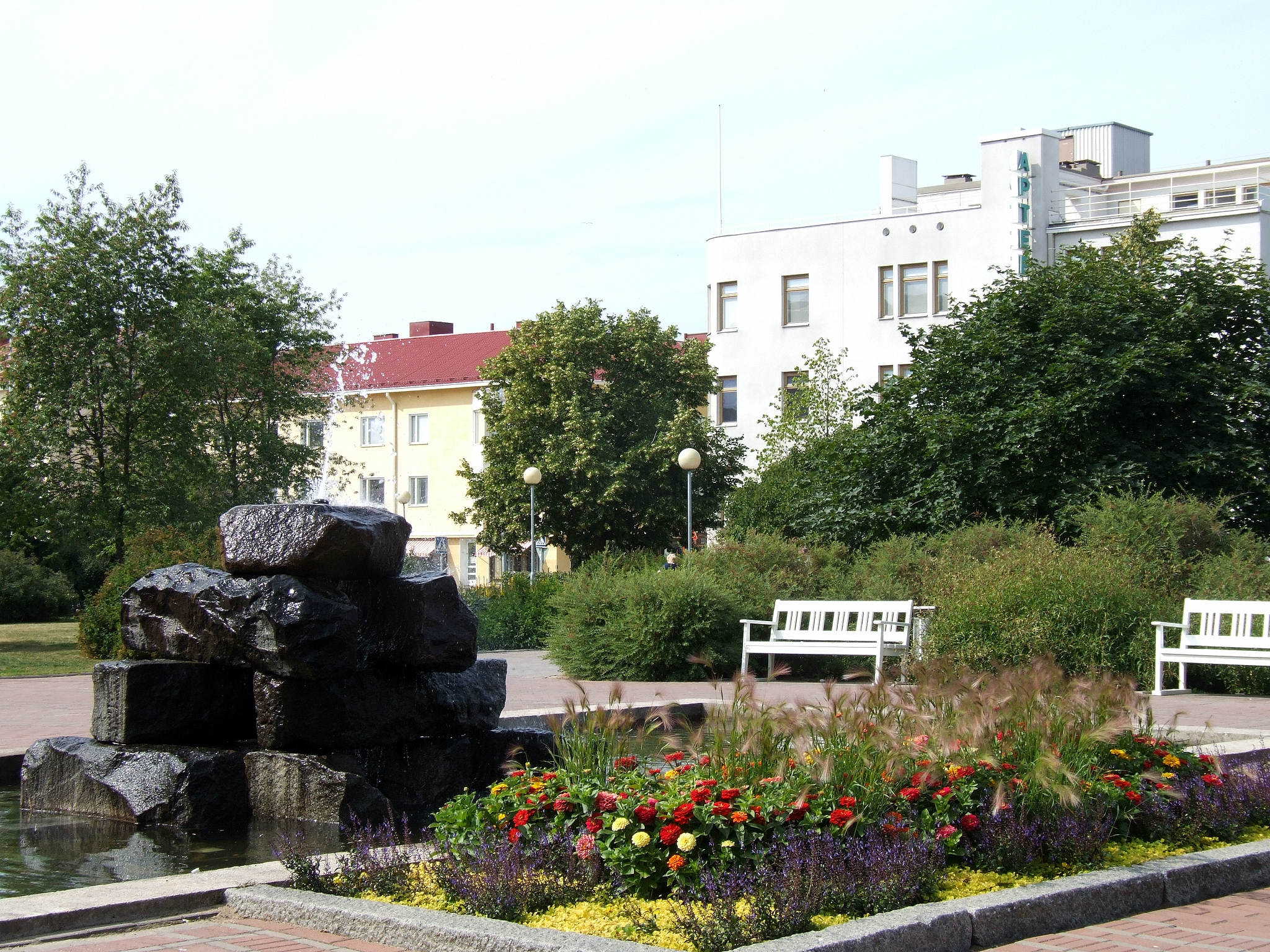
Der Mannerheimpark in Oulu
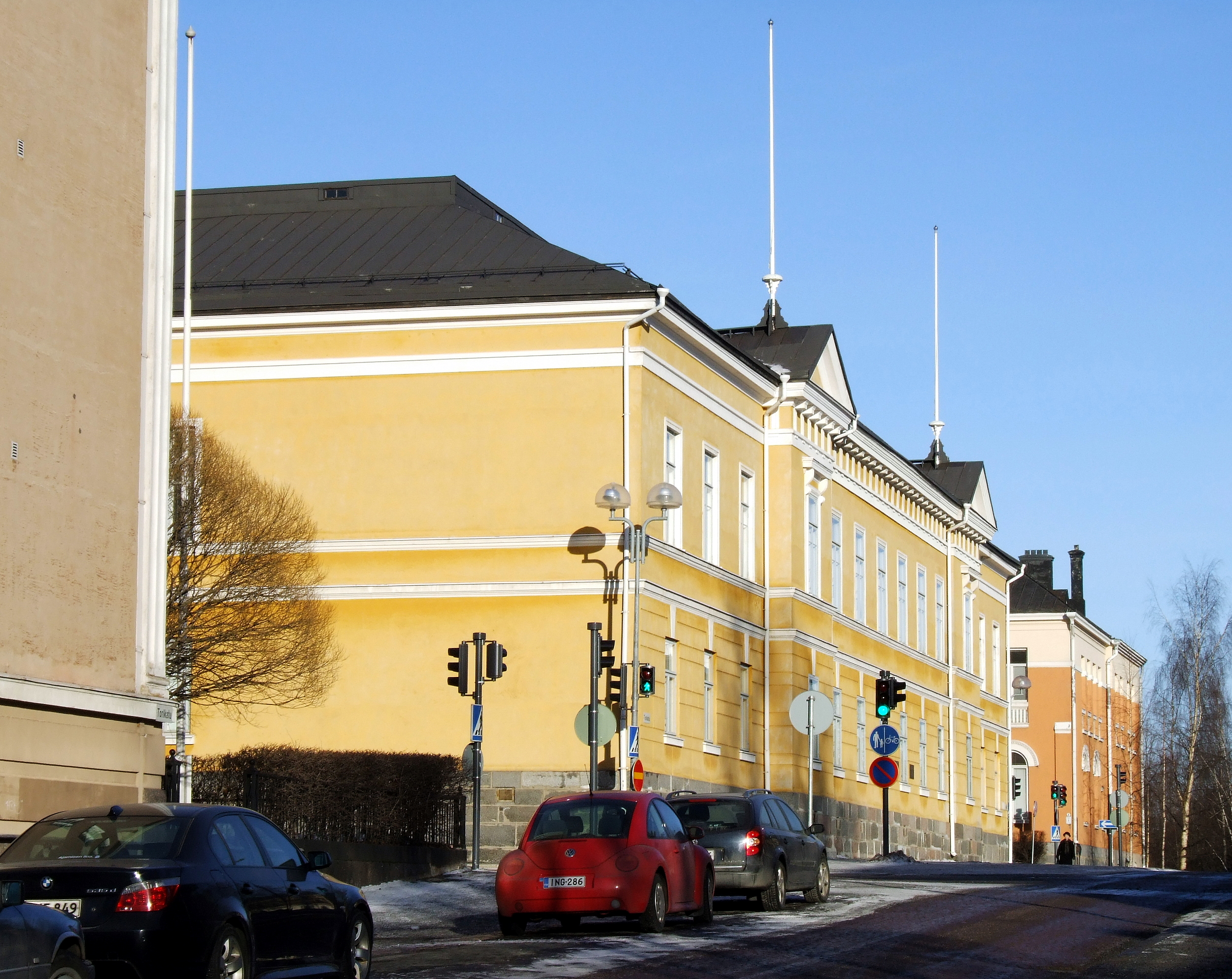
Lyzeum von Oulu (1831)
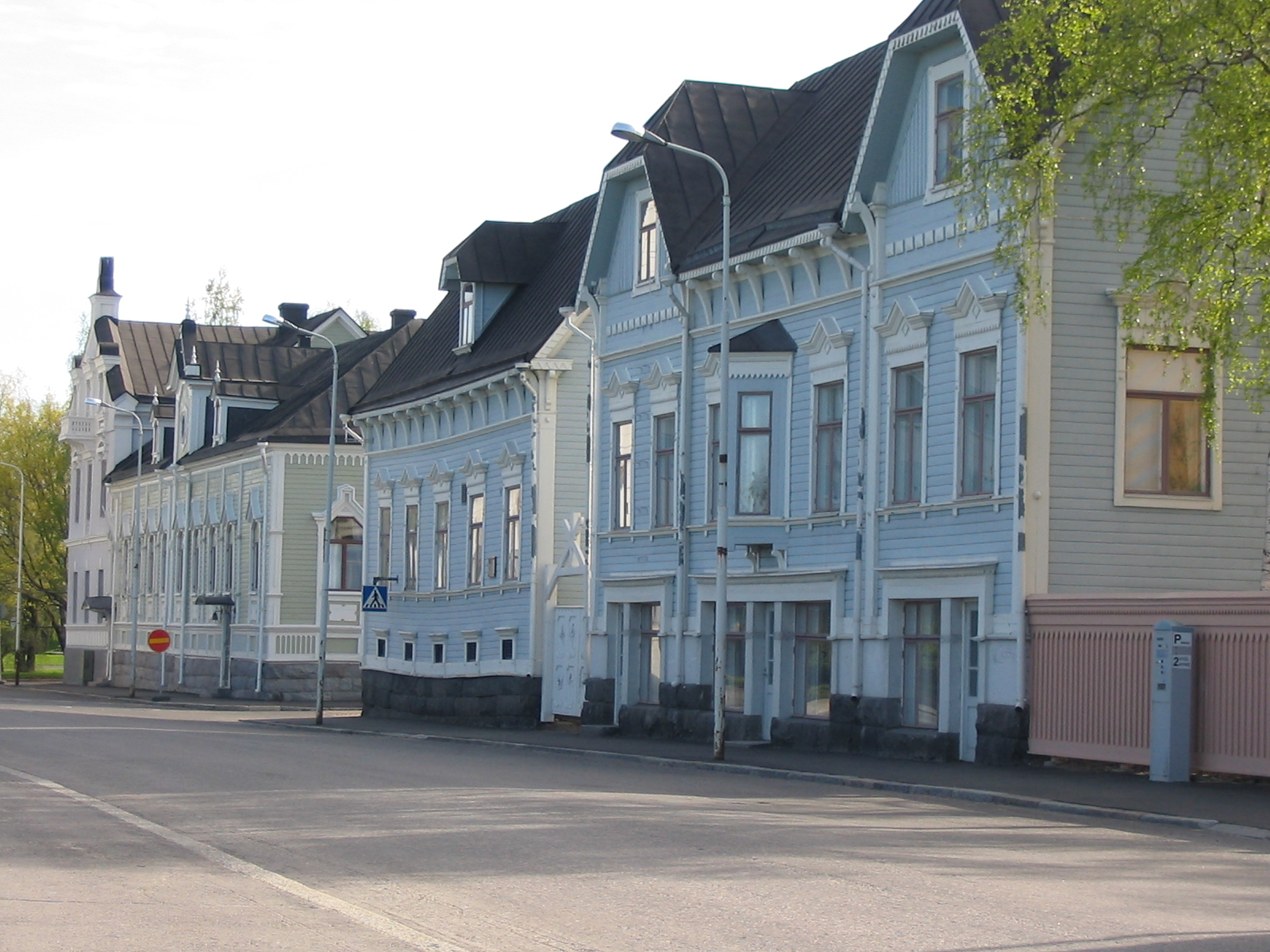
Holzhäuser am Marktplatz
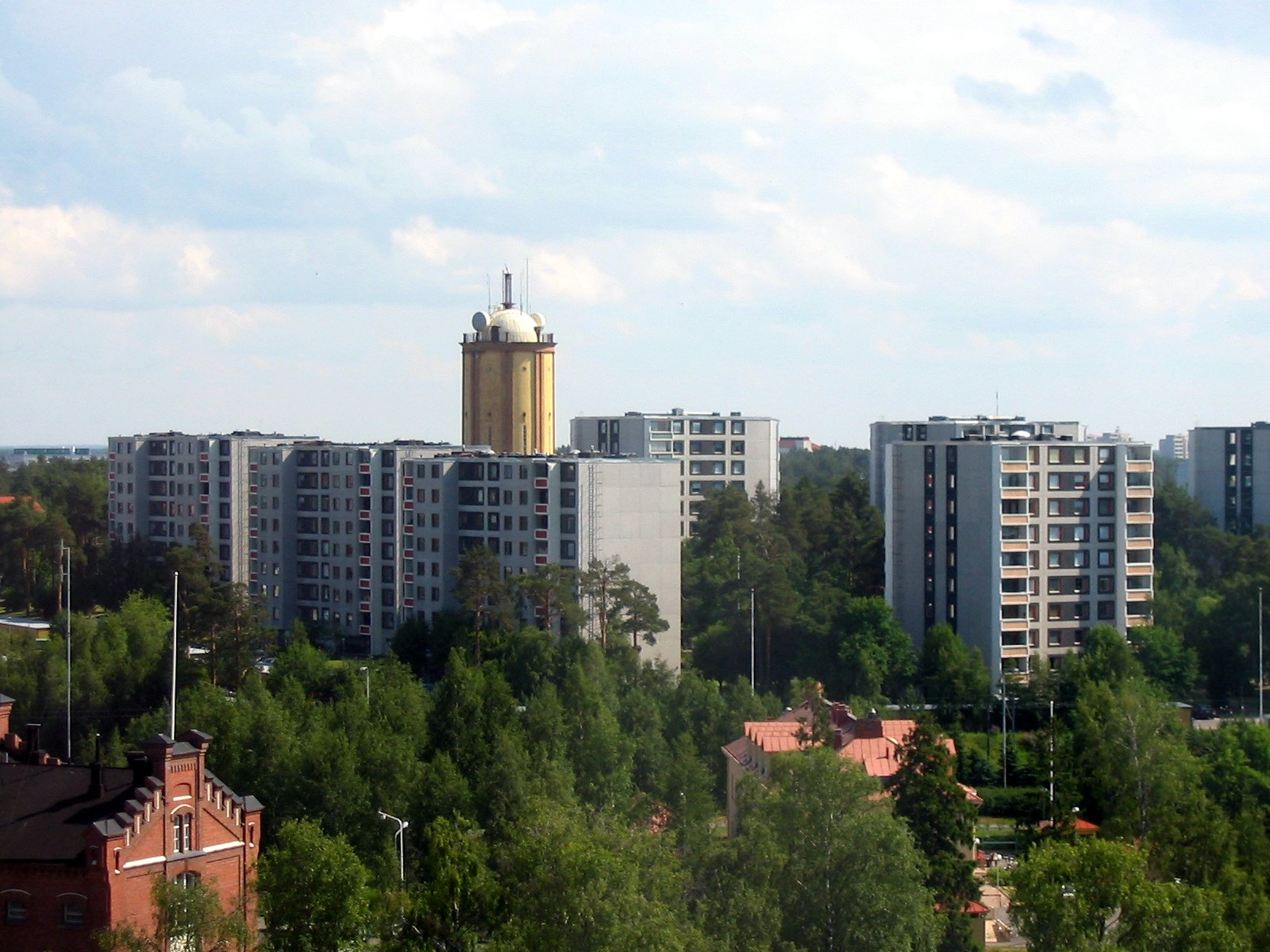
Wohngebäude im Stadtteil Intiö
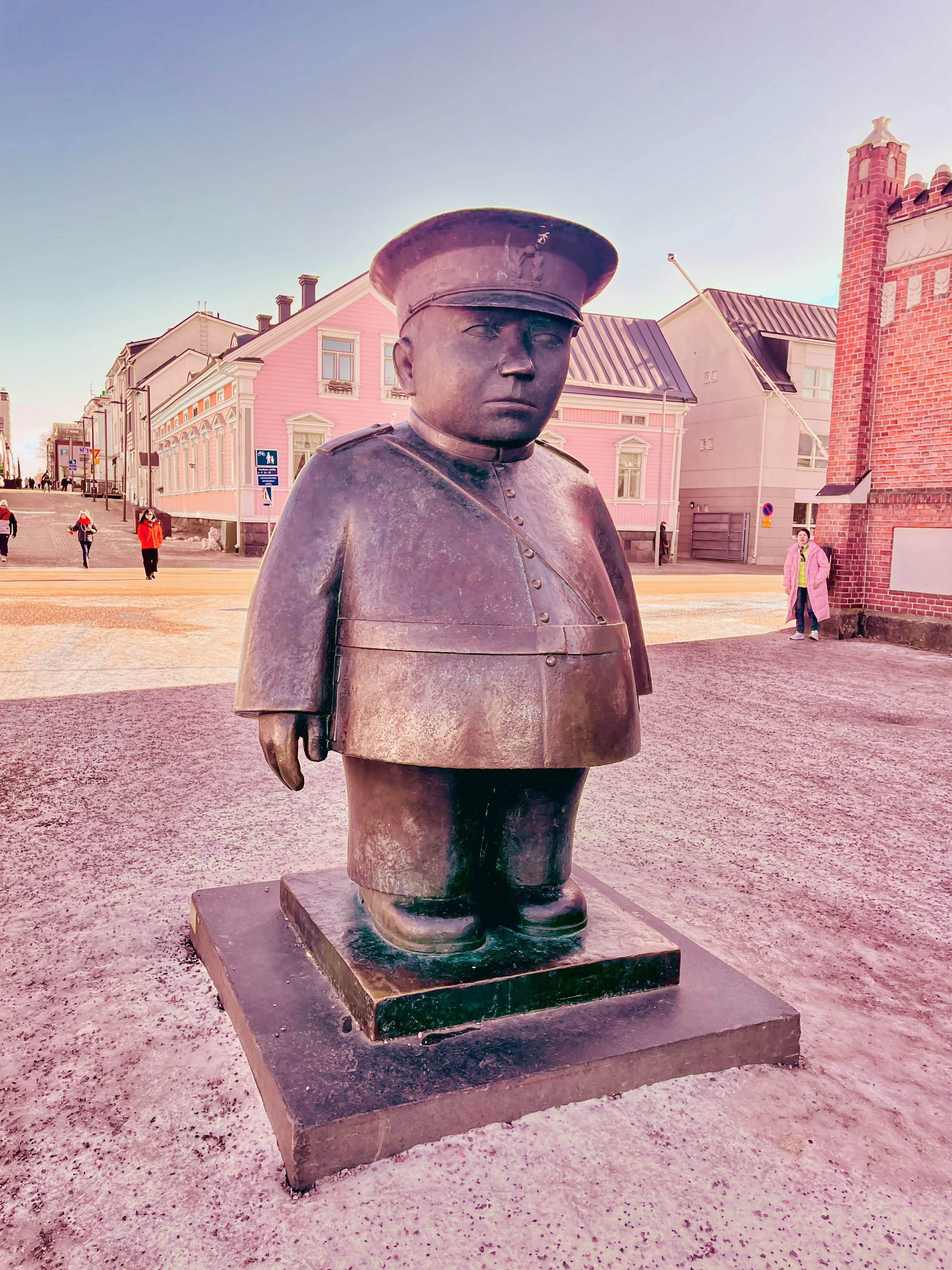
Skulptur Toripolliisi vor der Markthalle
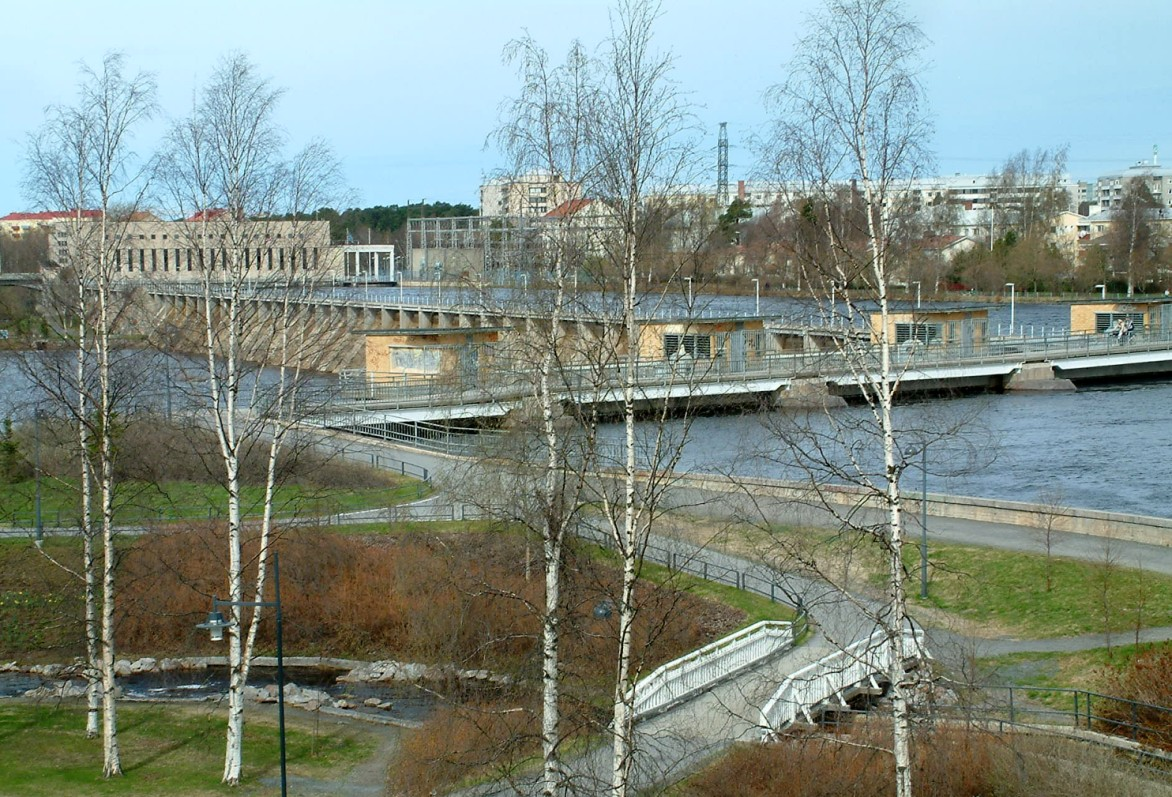
Kraftwerk Merikoski am Oulujoki in Oulu